# Jean-Paul Parisé
Jean-Paul Joseph-Louis „J. P.“ Parisé (* 11. Dezember 1941 in Smooth Rock Falls, Ontario; † 7. Januar 2015 in Prior Lake, Minnesota) war ein kanadischer Eishockeyspieler (Linksaußen) und -trainer, der von 1965 bis 1979 für die Boston Bruins, Toronto Maple Leafs, Minnesota North Stars, New York Islanders und Cleveland Barons in der National Hockey League spielte.
Seine beiden Söhne Jordan und Zach sind ebenfalls professionelle Eishockeyspieler.

## Karriere
Parisé spielte während seiner Juniorenzeit bei den Niagara Falls Flyers in der Ontario Hockey Association unter der Leitung von Trainer Hap Emms.
In der sogenannten „Original Six“-Zeit der National Hockey League war es für ihn mit seiner kampfbetonten Spielweise schwer, sich in einem der NHL-Teams durchzusetzen. So spielte er für die Kingston Frontenacs in der Eastern Professional Hockey League sowie die Minneapolis Bruins und Oklahoma City Blazers in der Central Professional Hockey League. Für 21 Spiele durfte er für die Boston Bruins in der NHL spielen.
Beim NHL Expansion Draft 1967 wählten ihn die Oakland Seals aus, doch bald wurde er gemeinsam mit Bryan Hextall im Tausch für Gerry Ehman an die Toronto Maple Leafs weitergegeben. Zumeist spielte er in der American Hockey League für die Rochester Americans. Nur ein Spiel bestritt er für die Maple Leafs.
Schon im Dezember desselben Jahres holten ihn die Minnesota North Stars in ihren Kader. Dort übernahm er den defensiven Part in einer Angriffsreihe mit Jude Drouin und Bill Goldsworthy. Seine Offensive spielte er in der Saison 1969/70 aus. Mit 24 Toren und 48 Vorlagen war er bester Scorer der North Stars. Er war nicht der Typ Spieler, der die Aufmerksamkeit der Medien auf sich zog, jedoch erkannten Fachleute seine Qualitäten und so gehörte er zum Kader, der Kanada bei der Summit Series 1972 vertrat, wo er gemeinsam in einer Sturmreihe mit Wayne Cashman und Phil Esposito auflief. Im siebten Spiel der Serie erzürnte er sich über eine strittige Strafe, die gegen ihn verhängt wurde. Nach einem Wortgefecht mit dem Schiedsrichter wurde gegen ihn eine 10-Minuten-Strafe verhängt. Daraufhin lief Parisé zum Schiedsrichter und schwang seinen Schläger in Richtung dessen Kopf. Er hielt kurz vor dem Treffer an, wurde für diese Aktion aber suspendiert. In der folgenden NHL-Saison konnte er seine NHL-Bestleistung noch um drei Treffer steigern.
Im Januar 1975 verpflichteten ihn die New York Islanders durch einen Tausch mit Ernie Hicke und Doug Rombough für die folgenden drei Jahre. Parisé blieb seiner körperbetonten Spielweise treu und erfüllte so die Erwartungen. Im Laufe der Saison 1977/78 wechselte er unter anderem für Darcy Regier zu den Cleveland Barons und beendete dort diese Spielzeit. Nach Ende der Spielzeit übernahmen die Minnesota North Stars das Team der Barons und so kehrte er zu dem Team zurück, bei dem er seine größten Erfolge gefeiert hatte. Dort beendete er nach einer Saison seine Karriere.
Nach seiner aktiven Karriere blieb er bei den North Stars als Assistenztrainer. In der Saison 1983/84 trainierte er das Farmteam der Stars in der Central Hockey League, die Salt Lake Golden Eagles. Dort standen Spieler wie Dirk Graham und Scott MacLeod im Kader.
Im April 2008 wurde Parisé bei den Des Moines Buccaneers in der United States Hockey League zum Trainer und General Manager ernannt.
Jean-Paul Parisé starb am 7. Januar 2015 in Prior Lake an den Folgen einer Lungenkrebserkrankung im Alter von 73 Jahren.

## Sportliche Erfolge

### Persönliche Auszeichnungen
- CPHL Second All-Star Team: 1966
- Teilnahme am NHL All-Star Game: 1970 und 1973